# Эрл, Джордж
Джордж Эрл (нем. George Earl; 1824[…], Челтнем, Глостершир — 1908[…]) — британский художник-анималист. 

## Биография
Родился в 1828 году в Глостершире. Был представителем художественной династии: его брат, Томас, сын, Перси, и дочь, Мод Эрл, также являлись художниками-анималистами.
Джордж Эрл был страстным охотником, любителем скачек, и мастером изображений охотничьих сцен и, особенно, охотничьих собак. В период с 1857 по 1883 году он  представил на ежегодных выставках Королевской академии художеств в Лондоне 19 своих картин.
Скончался в 1908 году в Эпсоме, графство Суррей.

## Галерея

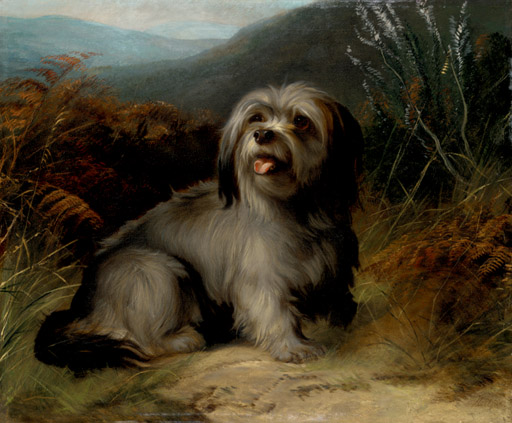
Терьер на фоне пейзажа, 1868
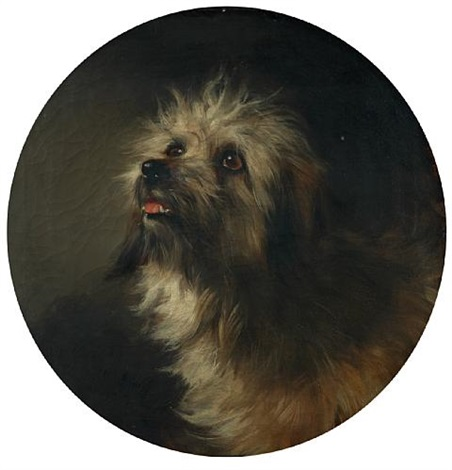
Терьер
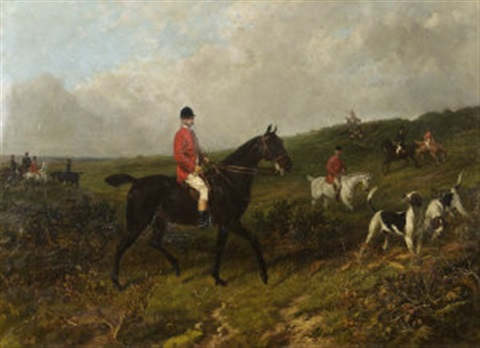
Охотник Джон Шэтфилд на коне Скандале
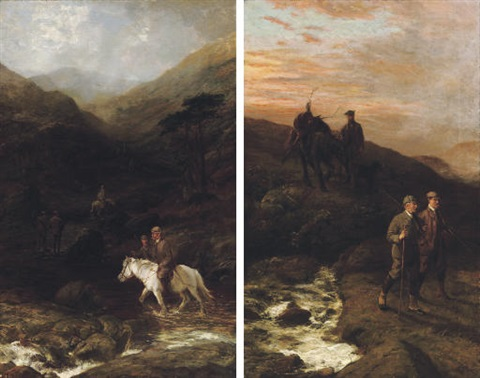
Диптих со сценами охоты («Выезд» и «Возвращение»)

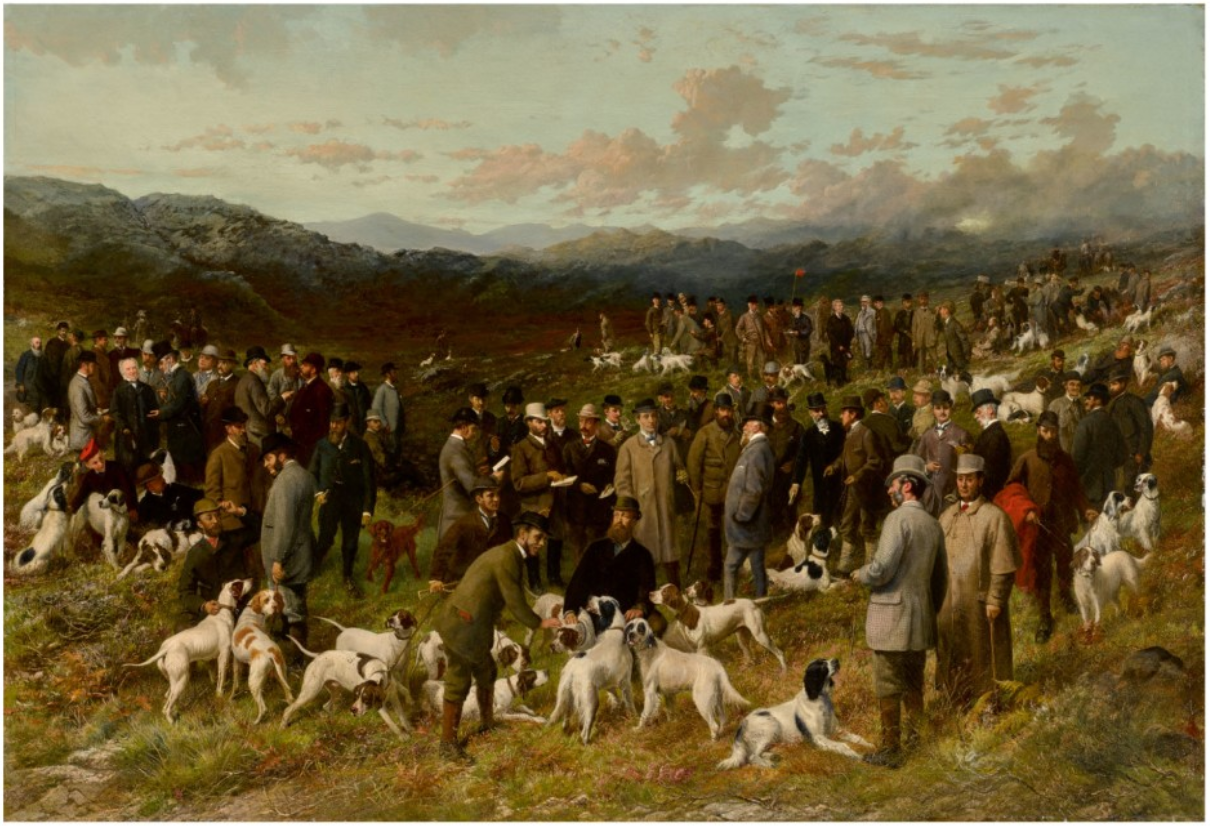
Смотр и притравка охотничьих собак в Северном Уэльсе